# Douglas (stacja metra)
Douglas – nadziemna stacja zielonej linii metra w Los Angeles w mieście El Segundo w hrabstwie Los Angeles. Stacja mieści się na rogu ulic Douglas Street i Park Plaza na północ od Rosecrans Avenue. Pierwotnie stacja nosiła nazwę: Douglas/Rosecrans i nazwa ta może być jeszcze wciąż używana w niektórych miejscach.
Kiedy zakończy się budowa trasy linii lekkiej kolei Crenshaw Corridor (koniec budowy planowany jest w roku 2018), to wtedy stacja będzie również obsługiwana przez tramwaje linii Crenshaw Line.
Pomiędzy stacjami Douglas i Redondo Beach mieści się stacja techniczno - postojowa Division 22 Yard.

## Godziny kursowania
Tramwaje zielonej linii kursują codziennie od około godziny 5:00 do 0:45.

## Połączenia autobusowe
- Metro Local: 125
- Bus Thruway Amtrak do Bakersfield